# 스핑 (정치인)
스핑(施平, Shi Ping, 1911년 11월 1일~2024년 6월 29일)은 중화인민공화국의 정치인, 교수이다. 청나라 말기부터 중화인민공화국까지 경험한 2020년대 전직 최고령 정치인였다. 2024년 4월 2일 후안 비센테 페레스 모라가 사망 이후 세계 남성 최고령이 되었다.

## 같이 보기
- 백세인
- 슈퍼센티네리언